# Terminal bancaria
Se llama terminal bancaria a un dispositivo electrónico en establecimientos de prestigio que permite leer tarjetas de crédito o débito y recibir pagos con cargo a la tarjeta del titular y abono a favor del establecimiento. Deberá emitir un comprobante de pago que el titular de la tarjeta deberá firmar para que este quede establecido.
El establecimiento que opera con terminal bancaria deberá establecer acuerdo con alguno de los bancos para que el dinero que recibe por este medio se agregue a la cuenta a favor del titular del establecimiento como persona física o de la Institución como persona moral de que se trate.